# Pirata subannulipes
Pirata subannulipes este o specie de păianjeni din genul Pirata, familia Lycosidae. A fost descrisă pentru prima dată de Strand, 1906.
Este endemică în Etiopia. Conform Catalogue of Life specia Pirata subannulipes nu are subspecii cunoscute.